# Џорџ Вилијам Џонсон (конгресмен)
Џорџ Вилијам Џонсон (енгл. George William Johnson; Чарлс Таун, 10. новембар 1869 — Мартинсбург, 24. фебруар 1944) је био амерички адвокат и политичар, члан Демократске странке који је служио у Представничком дому Сједињених Америчких Држава из Западне Вирџиније.